# Баката
Баката або Факата — південноамериканське політичне об'єднання південних муїсків, що постало у 2-й пол. XV століття. У 1538 було захоплено іспанськими конкістадорами на чолі із Гонсало Хіменесом де Кесадою.

## Історія
Назва Баката перекладається з мови муїска як «місце з обмеженим землеробством», тому її так називали простолюдини та муїски за межами цього об'єднання. Самі правителя звали державу сіпаство (тобто володіння сіпи).
Політика на об'єднання різних вождійств на півдні області муїсків розпочав Сагуаманчіка, що походив з області Чіа. Завдяки його зусиллям Баката об'єднала значну частину племен, а саме гуачета, чоконта, сіміхака, немокон, чіа, суба, тібакуй, паска, субачоке, какеса, тенсака, ебаке, гуаска, сіпакіпа, фусагасуга, абате, фоска, паго. Водночас замість колишнього титулу усака прийняв титули сіпа та усака усакія (найвеличніший).
Сагуанмачіка розташував постійні залоги найкращих гуеча чисельністю до 5 тис. вояків, чим майже припинив руйнівні вторгнення первісних племен у володіння Бакати. Після чого зросли претензії на загальномуїське панування. В своїх амбіціях стикнувся з державою північних муїска Хунзою та Гуатавітою. Тривалі приготування завершилися війною 1590 року, в якій Сагуаманчіка загинув, проте й Хунзі не вдалося здобути перемоги (їх володаря теж було вбито).
Політику розширення зовнішніх кордонів та зміцнення об'єднання всередині продовжив наступний сіпа Немекене. Завдяки його зусиллям держав значно зміцнила економічно і військово, були запроваджені закони, що врегулювали соціальні відносини, придушені виступини місцевих вождів. В цей момент баката об'єднував 5 сибінів (середніх вождійств). У 1514 році Немекене виступив проти коаліції Хунзи, Іраки, Дуїтами, Гуатавіти, але у вирішальний момент зазнав наглої смерті від раптової стріли. В цих умовах його спадкоємець Тіскесусе вимушений був відступити.
Новий сіпа вимушений був знову відновлювати лад в середині держави, а потім підготовки до нового наступу на Хунзу. На це він витратив майже 20 років. У 1538 році він планував потужним військом вирушити проти північних муїсків. Втім появи іспанців на чолі із Кесадою змінила ситуацію. Врешті-решт Тіскесусе загинув. Його брат Сакесасіпа зайняв трон, але також нічого не зміг протидіяти конкістадорам, зазнав поразки і потрапив у полон. Після цього державне об'єднання Баката було ліквідовано.

## Державне управління
на чолі стояв головний вождь об'єднання, що носив титул усаке усакія, тобто вождь вождь, а також почесний титул сіпа. Завдяки останньому він відрізнявся від інших правителів політичних об'єднань муїсків півночі та заходу. Йому підпорядковувалося загалом 5 середніх об'єднань-вождійств (сибінів), а загалом 23 вождійства.
Сіпа мав абсолютну владу лише на території власного вождійства (сибіна), якому безпосередньо підпорядковувалися 15 вождів. Очільники інших сибінів зберігали внутрішню автономію, проте повинні були сплачувати фіксовану данину, виступати з військом на заклик сіпи та не вступати в перемовини чи союзницькі відносини з іншими вождійствами.
Загалом на момент появи іспанців внутрішня ситуація залишалася нестійкою: сіпам постійно доводилося придушувати повстання місцевих вождів, ще повністю не завершилася державна структуризація Бакати.

## Структура
Столицею об'єднання було поселення Муекета або Мийкуйта (сьогодні на її місце розташовано столицю Колумбії — Боготу). Адміністративно поділялося на:
- сибін Баката (Фунса, Енгатіва, Чіа, Факататіва, Фонтібон, Табіо, Кота, Тенхо, Субачоке, Кахіка, Сіпакіра, Немокон, Боса, Сіпакон, Соачаю)
- сибін Гуатавіта (Гуатавіта, Сескіле, Гуаска, Сопо, Усакен, Туна, Суба, Теусака, Гачета, Чоконта, Суеска).
- сибін Убаке (Убаке, Чоачі, Чіпаке, Какеса, Усме)
- сибін Убате (Убате, Кукунуба, Сіміхака, Суса)
- сибін Фусагасуга (Фусагасуга, Паска, Тібакуй).

## Економіка
Основу складало землеробство, не було окремої спеціалізації, вирощувалися маїс, овочі, фрукти, бульби, характерні для усіх муїсків. Застосовувалося при цьому терасування, припідняті поля та поля в заплавах з численними каналами. Останній засіб широко застосовувався в області Енгатіва, що давало значні врожаї.
Уславилася насамперед своїми корисними копалинами та ремісниками. Тут розташовувалися великі поклади найбільші поклади солі — в Немоконі та Сіпакірі. З урахуванням соляних копалень васального вождійства Сескіле, сіпи Бакати володіли 2/3 усього добування солі на землях муїсків. Оскільки сіль була найважливішим предметом міжмуїскської та зовнішньої торгівлі, то це давало володар бакати значні надприбутки. Завдяки цьому вони отримували бавовну, смарагди та золото. Одним з центрів золотообробного виробництва була Паска, залежне вождійство (останнє сплачувала данину золотими виробами).
Водночас тут розташовувалися значні поклади антрациту (Сіпакіра), отримувалася як данина якісна глина з Гуатавіти (з неї робилися керамічні вироби для побуту, знаті, ритуальних дійств).

## Право
Наприкінці XV ст. сіпи бакати перетворилися на законодавців, насамперед це стосується Немекене. Його закони швидко набули загальномуїскського значення (інші володарі багато в чому їх запозичили). Зберегалися навіть в перші роки іспанського панування.